# Dirphia reducta
Dirphia reducta är en fjärilsart som beskrevs av Erich Martin Hering 1925. Dirphia reducta ingår i släktet Dirphia och familjen påfågelsspinnare. Inga underarter finns listade i Catalogue of Life.